# Carpodectes hopkei
Carpodectes hopkei là một loài chim trong họ Cotingidae.
Loài này được tìm thấy ở Colombia, Ecuador, và Panama, nơi môi trường sống tự nhiên của chúng là rừng ẩm vùng đất thấp nhiệt đới hoặc cận nhiệt đới. Chim trống có màu trắng, dễ nhìn thấy, nhưng nói chung nó là một loài hiếm.